# Ljuba Welitsch
Ljuba Welitsch (búlgaro: Люба Величкова) (Slavyanovo, Bulgaria, 10 de julio de 1913-Viena, Austria, 1 de septiembre de 1996) fue una soprano lírica búlgara, nacionalizada austríaca, considerada como una de las mejores sopranos en interpretar a Salomé de Richard Strauss.

## Carrera

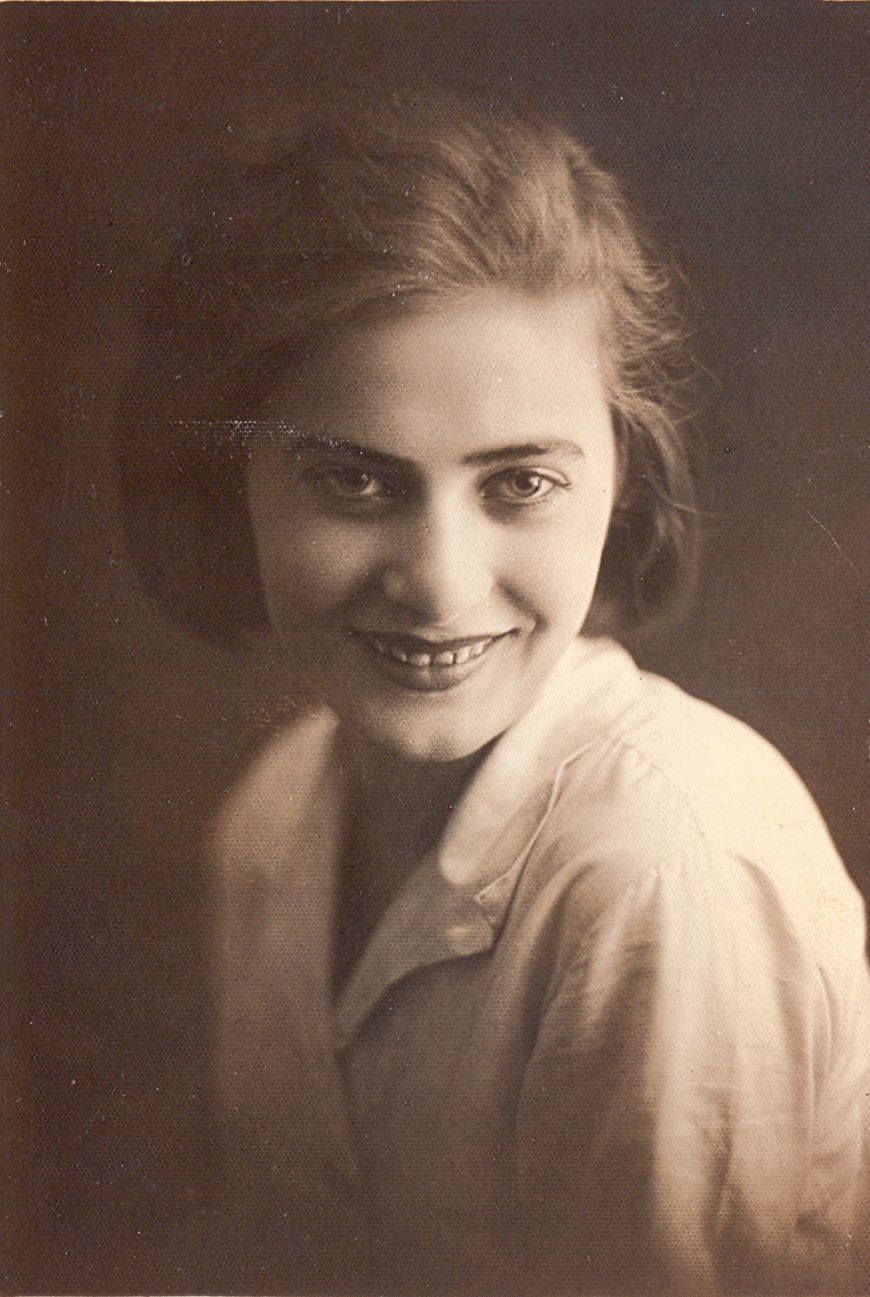
Welitsch cerca de 1930

Estudió en el Conservatorio de Sofía cantando desde 1936 en esa misma ciudad, en Viena, Graz, Hamburgo, y Múnich.
Fue una importante intérprete de Tosca, Minnie, Musetta, Aída, Donna Anna, Tatyana y Agatha. Conquistó fama internacional cuando personificó a Salomé, dirigida por su compositor Richard Strauss quien la proclamó intérprete ideal del personaje en 1947. Salomé la llevó a los más importantes teatros del mundo, al Covent Garden con escenografías de Salvador Dalí y en 1947 para el estreno de la obra en el Metropolitan Opera de Nueva York dirigida por Fritz Reiner en uno de los más recordados debuts en la historia del teatro. Allí canto Aida, Donna Anna, Musetta, Rosalinde y otras.
El exceso de representaciones de Salomé (uno de los más exigentes papeles de la literatura lírica) provocó el rápido desgaste de su voz y en pocos años debió retirarse. Siguió actuando como actriz de televisión en Austria hasta muy avanzada edad.
En 1959 Herbert von Karajan la convocó a participar en su antológico registro de El caballero de la rosa con Elisabeth Schwarzkopf y Christa Ludwig en un papel secundario.
En 1972 retornó al Metropolitan Opera en el rol hablado de la duquesa de Krakentorp de La hija del regimiento de Donizetti junto a Joan Sutherland y Luciano Pavarotti. Hizo pocos registros discográficos sobreviviendo algunos de canciones y arias y la escena final de Salomé que justifica el entusiasmo de Strauss.

## Discografía
- The Art Of Ljuba Welitsch
- Historical - Ljuba Welitsch - Recital
- Strauss: Der Rosenkavalier / Karajan
- Mozart: Don Giovanni - Wilhelm Furtwängler, Elisabeth Schwarzkopf, Tito Gobbi, Josef Greindl, Salzburg, 1950
- Struass: Salome , Fritz Reiner, Met 1949 (Gebhardt Records JGCD 0013).